# Hôtel des Rats
L'hôtel des Rats (ou d'Arras) est situé à Compiègne, dans le département de l'Oise.

## Historique
L'hôtel est construit au XVIe siècle. Il a été la propriété de la veuve de Hiérosme Le Caron, seigneur de Brissocourt, avocat au parlement, prévôt de Compiègne.
L'édifice est inscrit au titre des monuments historiques par arrêté du 22 août 1949.